# Austrolimnophila (Austrolimnophila) diacanthophora
Austrolimnophila (Austrolimnophila) diacanthophora is een tweevleugelige uit de familie steltmuggen (Limoniidae). De soort komt voor in het Australaziatisch gebied.